# Championnat de Grèce de football 2000-2001
Navigation
Saison précédente Saison suivante
La saison 2000-2001 du Championnat de Grèce de football était la 53e édition de la première division grecque.
Lors de cette saison, l'Olympiakos, quadruple tenant du titre, tente de conserver son titre de champion de Grèce face aux quinze meilleurs clubs grecs lors d'une série de matchs se déroulant sur toute l'année. Les seize clubs participants au championnat sont confrontés à deux reprises aux quinze autres. À la suite du passage à 14 clubs au lieu de 16 clubs, le système de promotion-relégation est modifié pour cette saison (cf paragraphe "Matchs").
À l'issue de la saison, l'Olympiakos termine en tête pour la 5e année consécutive, et remporte le championnat de Grèce pour la 30e fois de son histoire, avec 12 points d'avance sur le Panathinaikos et 17 sur le 3e, l'AEK Athènes.

## Qualifications en Coupe d'Europe
À l'issue de la saison, le club champion se qualifie pour la Ligue des champions 2001-2002 tout comme le vice-champion. Le vainqueur de la Coupe de Grèce est désormais qualifié pour la Coupe UEFA 2001-2002, tout comme le club classé 3e à l'issue de la saison (Si le vainqueur de la Coupe finit à cette place, c'est le club classé 4e qui se qualifie pour cette compétition). Cette saison, aucun club ne se qualifie pour la Coupe Intertoto 2001.

## Les 16 clubs participants
| Club                | Classement 1999-2000 | Stade                        | Capacité | Ville         |
| ------------------- | -------------------- | ---------------------------- | -------- | ------------- |
| AEK Athènes         | 3                    | Stade Olympique              | 71 030   | Athènes       |
| Aris Salonique      | 7                    | Stade Harilaou               | 18 308   | Salonique     |
| Athinaikos          | Beta Ethniki         | Stade Harilaou               | 18 308   | Salonique     |
| Ethnikos Asteras    | 11                   | Stade Michalis Kritikopoulos | 4 851    | Kaisariani    |
| PAS Giannina        | Beta Ethniki         | Stade Harilaou               | 18 308   | Ioannina      |
| Ionikos Le Pirée    | 10                   | Stade Dimotico-Neapoli       | 6 300    | Le Pirée      |
| Iraklis Salonique   | 6                    | Stade Kaftantzoglio          | 28 000   | Thessalonique |
| PAE Kalamata        | 9                    | Stade de Kalamata            | 10 000   | Kalamata      |
| OFI Crete           | 4                    | Stade Pankritio              | 26 240   | Heraklion     |
| Olympiakos Le Pirée | 1                    | Stade Karaiskaki             | 33 334   | Le Pirée      |
| Panachaiki          | 14                   | Stade Pampeloponnisiako      | 23 588   | Patras        |
| Panathinaikos       | 2                    | Stade Olympique              | 71 030   | Athènes       |
| Paniliakos FC       | 13                   | Stade de Pyrgos              | 6 750    | Pyrgos        |
| Panionios           | 8                    | Stade Nea Smyrnis            | 11 700   | Athènes       |
| PAOK Salonique      | 5                    | Stade de Toúmba              | 28 701   | Thessalonique |
| AO Xanthi           | 12                   | Stade de Xanthi              | 7 422    | Xanthi        |

## Compétition

### Classement
Le barème de points servant à établir le classement se décompose ainsi :
- Victoire : 3 points
- Match nul : 1 point
- Défaite, forfait ou abandon du match : 0 point

| Rang | Équipe             | Pts | J  | G  | N | P  | Bp | Bc | Diff |
| ---- | ------------------ | --- | -- | -- | - | -- | -- | -- | ---- |
| 1    | Olympiakos (T)     | 78  | 30 | 25 | 3 | 2  | 84 | 22 | +62  |
| 2    | Panathinaikos      | 66  | 30 | 20 | 6 | 4  | 61 | 20 | +41  |
| 3    | AEK Athènes        | 61  | 30 | 19 | 4 | 7  | 61 | 34 | +27  |
| 4    | PAOK Salonique (C) | 51  | 30 | 14 | 9 | 7  | 66 | 48 | +18  |
| 5    | Iraklis Salonique  | 46  | 30 | 14 | 4 | 12 | 45 | 40 | +5   |
| 6    | Ionikos Le Pirée   | 44  | 30 | 12 | 8 | 10 | 46 | 46 | 0    |
| 7    | Aris Salonique     | 44  | 30 | 13 | 5 | 12 | 37 | 41 | -4   |
| 8    | AO Xanthi          | 38  | 30 | 11 | 5 | 14 | 24 | 37 | -13  |
| 9    | Panionios          | 36  | 30 | 9  | 9 | 12 | 39 | 42 | -3   |
| 10   | Ethnikos Asteras   | 34  | 30 | 9  | 7 | 14 | 34 | 52 | -18  |
| 11   | Panachaiki         | 33  | 30 | 9  | 6 | 15 | 39 | 56 | -17  |
| 12   | OFI Crete          | 33  | 30 | 8  | 9 | 13 | 39 | 49 | -10  |
| 13   | PAS Giannina (P)   | 33  | 30 | 8  | 9 | 13 | 40 | 53 | -13  |
| 14   | Paniliakos FC      | 29  | 30 | 7  | 8 | 15 | 26 | 46 | -20  |
| 15   | PAE Kalamata       | 21  | 30 | 4  | 9 | 17 | 39 | 66 | -27  |
| 16   | Athinaikos (P)     | 20  | 30 | 5  | 5 | 20 | 37 | 65 | -28  |

| Légende : Qualifications et relégations | Légende : Qualifications et relégations                                                                        |
| --------------------------------------- | --- |
|                                         | Ligue des champions 2001-2002 (phase de groupes)                                                               |
|                                         | Ligue des champions 2001-2002 (3e tour préliminaire)                                                           |
|                                         | Coupe UEFA 2001-2002                                                                                           |
|                                         | Poule de playoffs pour la Beta Ethniki                                                                         |
|                                         | Relégué en Beta Ethniki                                                                                        |
|                                         | (T) : Tenant du titre 1999-2000 (C) : Vainqueurs de la Coupe de Grèce de football (P) : Promus de Beta Ethniki |

Le système de relégation est complexe cette saison. Les règles sont les suivantes :
- Les 15e et 16e sont relégués directement en Beta Ethniki
- Pour les 13e et 14e, on regarde l'écart de points avec le 12e du classement :
  - Si l'écart est supérieur à 5 points, le 13e et le 14e sont relégués.
  - Si l'écart est inférieur, il y a une poule de barrage entre les clubs classés de la 12e à la 14e place, voire avec en plus le 11e s'il a moins de 5 points d'avance sur ces équipes. C'est ce qui s'est produit cette saison.

#### Barrage pour la relégation
Le passage de 16 à 14 clubs impose d'avoir 4 clubs relégués en Beta Ethniki. À la suite du classement de fin de saison, les clubs ayant fini entre la 11e et la 14e place, se "tenant" en moins de 5 points, disputent une poule de relégation. Les 2 premiers de la poule se maintiennent en Alpha Ethniki, les 2 derniers descendent en Beta Ethniki. Les 4 clubs participant à ce barrage sont Panachaiki, l'OFI Crete, PAS Giannina et Paniliakos FC
|  |    | Tournoi pour la relégation | Pt | J | G | N | D | B.p | B.c |
|  | -- | -------------------------- | -- | - | - | - | - | --- | --- |
|  | 1. | Panachaiki                 | 6  | 3 | 2 | 0 | 1 | 6   | 3   |
|  | 2. | OFI Crete                  | 6  | 3 | 2 | 0 | 1 | 3   | 2   |
|  | 3. | PAS Giannina               | 3  | 3 | 1 | 0 | 2 | 2   | 3   |
|  | 4. | Paniliakos FC              | 3  | 3 | 1 | 0 | 2 | 3   | 6   |

| Résultats des matchs |       |              |
| OFI Crete            | 1 - 0 | PAS Giannina |
| Panachaiki           | 2 - 0 | Paniliakos   |
| Giannina             | 2 - 0 | OFI Crete    |
| Paniliakos           | 3 - 2 | Panachaiki   |
| OFI Crete            | 2 - 0 | PAS Giannina |
| Panachaiki           | 2 - 0 | Paniliakos   |

### Matchs
| Résultats (▼dom., ►ext.)                                   | AEK | Ari | Ath | EtA | Ion | Ira | Kal | OFI | Oly | Pnc | Pan | Pnl | Pnn | PAO | Gia | Xan |
| AEK Athènes                                                |     | 3-1 | 2-1 | 2-2 | 2-0 | 2-0 | 3-0 | 1-2 | 1-2 | 2-1 | 1-1 | 2-1 | 5-1 | 3-2 | 4-2 | 2-0 |
| Aris Salonique                                             | 0-3 |     | 2-0 | 2-0 | 0-0 | 0-2 | 3-2 | 2-0 | 2-2 | 0-0 | 1-0 | 1-0 | 3-2 | 4-0 | 1-0 | 1-0 |
| Athinaikos                                                 | 0-3 | 2-0 |     | 1-3 | 2-2 | 2-0 | 3-2 | 2-3 | 1-5 | 3-1 | 0-4 | 1-1 | 2-0 | 3-4 | 0-1 | 2-2 |
| Ethnikos Asteras                                           | 0-3 | 1-0 | 2-2 |     | 1-0 | 2-0 | 1-3 | 1-0 | 0-1 | 3-1 | 0-3 | 1-1 | 1-0 | 3-3 | 2-1 | 1-0 |
| Ionikos Le Pirée                                           | 0-2 | 2-1 | 1-0 | 2-1 |     | 2-2 | 4-1 | 1-0 | 0-1 | 3-1 | 3-3 | 3-1 | 2-0 | 2-2 | 1-1 | 3-1 |
| Iraklis Salonique                                          | 1-2 | 1-2 | 4-2 | 4-0 | 3-2 |     | 1-0 | 3-0 | 2-1 | 2-0 | 0-1 | 1-0 | 4-3 | 1-1 | 2-1 | 1-0 |
| PAE Kalamata                                               | 3-1 | 1-1 | 2-2 | 2-2 | 2-1 | 0-0 |     | 1-4 | 0-1 | 3-3 | 2-4 | 1-1 | 2-1 | 0-0 | 3-4 | 0-1 |
| OFI Crete                                                  | 3-3 | 2-3 | 5-3 | 2-2 | 3-1 | 1-0 | 1-1 |     | 1-2 | 0-1 | 0-0 | 2-2 | 1-1 | 0-0 | 1-1 | 0-1 |
| Olympiakos                                                 | 4-1 | 4-1 | 1-0 | 6-0 | 3-3 | 3-1 | 5-2 | 5-0 |     | 3-0 | 1-0 | 2-0 | 2-0 | 1-0 | 3-1 | 4-0 |
| Panachaiki                                                 | 1-0 | 4-1 | 3-1 | 1-0 | 2-3 | 1-2 | 3-2 | 2-1 | 1-5 |     | 1-2 | 3-0 | 1-1 | 1-2 | 2-1 | 1-1 |
| Panathinaikos                                              | 0-1 | 2-2 | 1-0 | 2-0 | 4-1 | 2-1 | 1-0 | 2-0 | 0-0 | 4-0 |     | 2-0 | 0-1 | 5-2 | 2-1 | 3-0 |
| Paniliakos FC                                              | 0-3 | 1-2 | 3-0 | 1-0 | 1-0 | 1-2 | 3-1 | 0-0 | 0-4 | 2-2 | 0-3 |     | 1-1 | 1-1 | 1-0 | 1-0 |
| Panionios                                                  | 2-0 | 2-0 | 1-0 | 4-3 | 4-0 | 1-1 | 1-1 | 0-2 | 2-1 | 2-0 | 0-2 | 0-1 |     | 1-1 | 4-0 | 0-0 |
| PAOK Salonique                                             | 2-1 | 2-0 | 3-1 | 2-1 | 1-2 | 4-2 | 7-1 | 4-1 | 2-4 | 5-1 | 2-2 | 3-2 | 1-1 |     | 2-3 | 3-0 |
| PAS Giannina                                               | 2-2 | 2-1 | 3-1 | 0-0 | 1-1 | 3-2 | 2-0 | 1-2 | 1-5 | 1-1 | 0-4 | 3-0 | 2-2 | 1-3 |     | 1-1 |
| AO Xanthi                                                  | 0-1 | 1-0 | 1-0 | 3-1 | 0-1 | 1-0 | 2-1 | 3-2 | 0-3 | 1-0 | 0-2 | 2-0 | 3-1 | 0-2 | 0-0 |     |
| - Victoire à domicile - Match nul - Victoire à l'extérieur |     |     |     |     |     |     |     |     |     |     |     |     |     |     |     |     |

## Bilan de la saison
| Tableau d'Honneur                |                |
| Compétition                      | Vainqueur      |
| Championnat de Grèce de football | Olympiakos     |
| Coupe de Grèce de football       | PAOK Salonique |
| Supercoupe de Grèce de football  | non disputée   |

| Qualifications européennes 2001-2002  |                            |
| Ligue des champions 2001-2002         | Qualifiés                  |
| Phase de groupes 3e tour préliminaire | Olympiakos Panathinaikos   |
| Coupe UEFA 2001-2002                  | Qualifiés                  |
| 1er tour                              | AEK Athènes PAOK Salonique |

| Promotions et relégations |                                                    |
| Relégués en Beta Ethniki  | PAS Giannina Paniliakos FC PAE Kalamata Athinaikos |
| Promus de Beta Ethniki    | AO Aigáleo Akratitos Liosion                       |

## Statistiques

### Meilleurs buteurs
| # | Buteurs               | Clubs             | Nb de Buts |
| - | --------------------- | ----------------- | ---------- |
| 1 | Alexandros Alexandris | Olympiakos        | 20         |
| 2 | Michális Konstantínou | Iraklis Salonique | 18         |
| 3 | Demis Nikolaidis      | AEK Athènes       | 15         |
| 4 | Vasilios Tsiartas     | AEK Athènes       | 14         |
| 4 | Predrag Đorđević      | Olympiakos        | 14         |
| 6 | Ilias Solakis         | Panachaiki        | 13         |
| 6 | Krzysztof Warzycha    | Panathinaikos     | 13         |